# نهائي كأس رابطة الأندية الإنجليزية المحترفة 1977
نهائي كأس رابطة الأندية الإنجليزية المحترفة 1977 هي المباراة النهائية من منافسة كأس رابطة الأندية الإنجليزية المحترفة 1976–77، أقيمت المباراة في 13 أبريل 1977، في ملعب أولد ترافورد، بين فريقي أستون فيلا، ونادي إيفرتون، وفاز فيها أستون فيلا، بعد أن هزم نادي إيفرتون، بنتيجة 3 - 2.

## تفاصيل المباراة
لعبت المباراة النهائية في 13 أبريل 1977.
| أستون فيلا | 3 -2 | نادي إيفرتون |
| ---------- | ---- | ------------ |
|            |      |              |